# Альмодовар, Педро
Пе́дро Альмодо́вар Кабалье́ро (исп. Pedro Almodóvar Caballero; род. 25 сентября 1949, Кальсада-де-Калатрава, Сьюдад-Реаль, Испания) — испанский кинорежиссёр, кинопродюсер и сценарист. Лауреат двух премий Оскар («Всё о моей матери» — «Лучший фильм на иностранном языке»; «Поговори с ней» — «Лучший оригинальный сценарий»). Приобрёл всемирную известность во второй половине 1980-х годов комедийными мелодрамами и «пленительно агрессивным дизайном» фильмов.

## Ранние годы
Родился в городе Кальсада-де-Калатрава (провинция Сьюдад-Реаль, Кастилия-Ла-Манча) 24 сентября 1949 года, однако родители оформили его рождение лишь на следующий день, таким образом официально день рождения Педро Альмодовара — 25 сентября. В 8 лет переехал вместе с семьёй в Эстремадуру, где посещал сначала салезианскую, а потом францисканскую школы.
Родители надеялись, что сын станет священником, однако в 16 лет, один, без семьи и денег, Педро переехал в Мадрид, чтобы стать кинорежиссёром. Но в то время Национальная Школа Кино в Мадриде была закрыта испанским диктатором Франциско Франко. Сменив множество мест работы, на 12 лет Педро осел в компании «Telefónica». В это же время он стал членом театральной группы «Los Goliardos». Играл маленькие роли в профессиональном театре, где познакомился с Кармен Маурой. Вместе с Фабио Макнамарой организует музыкальную группу в стиле пародийный панк-глэм-рок. Пишет рассказы, которые периодически публикуются в коллективных сборниках («Сон разума»).

## Карьера
В 1980 году снял свой первый полнометражный фильм «Пепи, Люси, Бом и остальные девушки». Началом этому проекту послужила фотоновелла Альмодовара «Частые эрекции» («Erecciones generales»), созданная по заказу журнала «El Víbora». Фильм снимался больше года, только по выходным. Деньги, в сумме полмиллиона песет, нашли Феликс Ротаэта, ещё один участник группы «Los Goliardos», и Кармен Маура, оборудование одалживалось. Тем не менее, нехватка средств обернулась свободой действий. Фильм сразу же стал культовым в независимых кругах и среди посетителей сети кинотеатров Альфавиль, где он шёл на ночных сеансах в течение 4 лет.
Первый крупный успех пришёл к Альмодовару после фильма «За что мне это?». Вот так отзывалась об этой картине газета «Нью-Йорк Таймс»: «Замечательная чёрная комедия. Просто маленький шедевр».
В 1985 году вместе со своим братом, Агустином Альмодоваром, создал продюсерскую компанию «El Deseo», которая начала свою деятельность с выпуска в 1986 году фильма Педро Альмодовара «Закон желания». Позже «El Deseo» выпустила проекты таких режиссёров, как Алекс де ла Иглесия, Гильермо дель Торо, Даниэль Кальпарсоро, Моника Лагуна, Изабель Койшет, а также дуэта, состоящего из Дуньи Аясо и Феликса Сабросо.
Мировое признание Альмодовару принесла эксцентрическая комедия «Женщины на грани нервного срыва». Она получила около пятидесяти национальных премий, первый Европейский приз «Феликс» и номинировалась на «Оскар». За чередой ярких, «безбашенных» комедий периода постфранкистского раскрепощения, известного как «мовида» (en), последовали более сдержанные картины 1990-х годов, в которых Альмодовар осваивал более зрелую, менее эпатажную тематику. Своими мелодрамами он пытается развивать традиции кумиров — Фассбиндера, Джона Сталя и Дугласа Сирка.
Итогом этих исканий стал фильм «Всё о моей матери» (1999), где из лабиринта экзотических страстей режиссёр выходит на общечеловеческие темы, на этот раз оставляя своим героям шанс на примирение и обретение. С этого фильма, получившего десятки национальных премий и «Оскар» за лучшую ленту на иностранном языке, начался для Альмодовара второй период расцвета. Все четыре фильма, вышедшие в 1999—2006 годах, были признаны мировой кинопрессой шедеврами. В 2002 году фильм «Поговори с ней» принёс Альмодовару «Оскар» за лучший сценарий.
Триумфу Альмодовара сопутствует обострение отношений с киноакадемией Испании, которая не выдвинула «Поговори с ней» на соискание «Оскара» в номинации «Лучший иностранный фильм». В 2005 году, когда следующий фильм Альмодовара, «Дурное воспитание», не получил ни одной премии «Гойя», он вместе с братом объявляет о выходе из состава академии, объяснив это несогласием с системой голосования, не позволяющей победить в номинации при небольшом количестве голосов «за».
С 2004 по 2011 год были выпущены 5 фильмов Альмодовара, среди которых наиболее заметными можно назвать «Дурное воспитание», «Возвращение», «Разомкнутые объятия» и «Кожа, в которой я живу».
В 2016 году в рамках основного конкурса 69-го Каннского международного кинофестиваля был показан фильм Альмодовара «Джульетта».
В марте 2019 года состоялась мировая премьера драмы режиссёра «Боль и слава» с Антонио Бандерасом. Картина была удостоена приза Каннского кинофестиваля за лучшую мужскую роль, а также двух номинаций на премию Оскар и двух номинаций на Золотой глобус. В июне дирекция Венецианского кинофестиваля приняла решение вручить Альмодовару почётную награду «Золотой лев Святого Марка».
В 2020 году на экраны вышел короткометражный фильм Педро Альмодовара «Человеческий голос» с Тильдой Суинтон в главной роли. Фильм поставлен по пьесе Жана Кокто. В 2021 году вышел фильм «Параллельные матери», в 2023 — короткометражный вестерн «Странный образ жизни». В 2021 году был анонсирован фильм «Руководство для домработниц», но позже Альмодовар отказался от реализации этого проекта.
В 2024 году Педро Альмодовар создал свой первый полнометражный англоязычный фильм «Комната по соседству», который получил главный приз на 81-м Венецианском кинофестивале.

## Творчество
В фильмах Альмодовара, особенно ранних, представлена жизнь трансвеститов и маргиналов; они полны эпатирующих персонажей и, тем не менее кинематограф Альмодовара выходит далеко за рамки жанрового «гейского» кино. Особенно интересует его работа с женскими персонажами:

Мир фильмов Альмодовара — это мир женщин, свободных, привлекательных и решительных, будь они монахини, домохозяйки или знаменитые певицы. Режиссёр в многочисленных интервью признаётся, что испытывает адские муки, создавая мужские персонажи. Отвергая устаревшую, по его мнению, систему кинозвёзд, режиссёр создаёт собственных, представляя с одинаковым успехом на экране и на приёмах целый выводок экзотических актёров и актрис, вся дальнейшая карьера которых неизбежно несёт отпечаток работы с Альмодоваром.

Творчество Альмодовара тесно связано с национальным менталитетом испанцев. Отмечается влияние барокко, поэтики эсперпенто, особенно театра Валье-Инклана и фильмов Буньюэля. К типично испанским чертам относят, в частности, соединение трагического и фарсового начала. Бушующие на экране эмоции передаёт и сочная цветовая гамма, ставшая элементом фирменного стиля Альмодовара:

Альмодовар стал культурным героем Испании, творцом её нового постмодернистского образа. В этом образе ключевую роль играет рекламный дизайн, использующий яркие, «химические» цвета — жёлтый, синий, малиновый; подающий крупным планом такие эротичные фрагменты человеческого тела, как глаза, ноги, пальцы рук с накрашенными ногтями и, конечно, губы, которых в фильмах Альмодовара можно встретить несчётное количество — капризных, вожделеющих, презрительных, обещающих, призывных. В острых композициях с ними, с лёгким оттенком сюра, оказываются неодушевлённые предметы — срезанные цветы, ножницы, кольца, чёрные очки, кожаные платья, цилиндрики губной помады и туфли на высоких каблуках.
— Андрей Плахов

## Личная жизнь
Альмодовар — гей. С 2002 года он состоит в отношениях с актёром и фотографом Фернандо Иглесиасом.

## Избранная фильмография

### Режиссёр
| Год  | Название                            | Оригинальное название                                  |
| ---- | ----------------------------------- | ------------------------------------------------------ |
| 1978 | Саломея                             | Salomé                                                 |
| 1980 | Пепи, Люси, Бом и остальные девушки | Pepi, Luci, Bom y otras chicas del montón              |
| 1982 | Лабиринт страстей                   | Laberinto de pasiones                                  |
| 1983 | Нескромное обаяние порока           | Entre tinieblas                                        |
| 1984 | За что мне это?                     | ¿Qué he hecho yo para merecer esto?                    |
| 1986 | Матадор                             | Matador                                                |
| 1987 | Закон желания                       | La ley del deseo                                       |
| 1988 | Женщины на грани нервного срыва     | Mujeres al borde de un ataque de nervios               |
| 1990 | Свяжи меня!                         | ¡Átame!                                                |
| 1991 | Высокие каблуки                     | Tacones lejanos                                        |
| 1993 | Кика                                | Kika                                                   |
| 1995 | Цветок моей тайны                   | La flor de mi secreto                                  |
| 1997 | Живая плоть                         | Carne trémula                                          |
| 1999 | Всё о моей матери                   | Todo sobre mi madre                                    |
| 2002 | Поговори с ней                      | Hable con ella                                         |
| 2004 | Дурное воспитание                   | La mala educación                                      |
| 2006 | Возвращение                         | Volver                                                 |
| 2009 | Советница-каннибал                  | La concejala antropófaga                               |
| 2009 | Разомкнутые объятия                 | Los abrazos rotos                                      |
| 2011 | Кожа, в которой я живу              | La piel que habito                                     |
| 2013 | Я очень возбуждён                   | Los amantes pasajeros                                  |
| 2016 | Джульетта                           | Julieta                                                |
| 2019 | Боль и слава                        | Dolor y gloria                                         |
| 2020 | Человеческий голос                  | The Human Voice                                        |
| 2021 | Параллельные матери                 | Madres paralelas                                       |
| 2024 | Комната по соседству                | The Room Next Door (Spanish: La habitación de al lado) |

### Продюсер
| Год  | Название           | Оригинальное название           | Режиссёр             |
| ---- | ------------------ | ------------------------------- | -------------------- |
| 1993 | Операция «Мутанты» | Acción mutante                  | Иглесиа, Алекс де ла |
| 2001 | Хребет дьявола     | El espinazo del diablo          | Дель Торо, Гильермо  |
| 2003 | Моя жизнь без меня | Mi vida sin mí                  | Койшет, Изабель      |
| 2005 | Тайная жизнь слов  | La vida secreta de las palabras | Койшет, Изабель      |
| 2014 | Дикие истории      | Relatos salvajes                | Шифрон, Дамиан       |
| 2018 | Ангел              | El Ángel                        | Ортега, Луис         |

## Признание
- Иностранный почётный член Американской академии искусств и наук.
- Премия принцессы Астурийской за достижения в искусстве (2006)
- Почётный доктор Оксфордского университета (2016).
- Почётный доктор Гарвардского университета (2009)[10].
- Почётная премия Европейской киноакадемии (2013)[11].
- Почётный «Золотой лев» Венецианского кинофестиваля (2019)[12].

### Награды
Педро Альмодовар получил множество различных кинопремий, здесь перечислены самые престижные из них.
Два «Оскара»:
- 1999 — Лучший иностранный фильм («Всё о моей матери»)
- 2003 — Лучший сценарий («Поговори с ней»)

Две премии Каннского кинофестиваля:
- 1999 — Лучший режиссёр («Всё о моей матери»)
- 2006 — Лучший сценарий («Возвращение»)

«Премия „Феликс“ („Еврооскар“)»:
- 1988 — Лучший фильм в номинации молодых начинающих режиссёров («Женщины на грани нервного срыва»)

Два «Золотых глобуса»:
- 1999 — Лучший иностранный фильм («Всё о моей матери»)
- 2003 — Лучший иностранный фильм («Поговори с ней»)

Семь премий «Гойя»:
- 1988 — Лучший фильм («Женщины на грани нервного срыва»)
- 1988 — Лучший оригинальный сценарий («Женщины на грани нервного срыва»)
- 1999 — Лучший фильм («Всё о моей матери»)
- 1999 — Лучший режиссёр («Всё о моей матери»)
- 2006 — Лучший режиссёр («Возвращение»)
- 2019 — Лучший режиссёр («Боль и слава»)
- 2019 — Лучший сценарий («Боль и слава»)
- Премию «Люмьер» «за заметный вклад в развитие мирового кино», 2014 год[13].